# Việt Nam năm 2014

## Đương nhiệm
| Ảnh | Vị trí            | Tên              |
| --- | ----------------- | ---------------- |
|     | Tổng bí thư       | Nguyễn Phú Trọng |
|     | Chủ tịch nước     | Trương Tấn Sang  |
|     | Thủ tướng         | Nguyễn Tấn Dũng  |
|     | Chủ tịch Quốc hội | Nguyễn Sinh Hùng |

## Sự kiện
- Vụ án buôn lậu 12 tấn heroin
- Vụ nổ súng biên giới Việt Nam – Trung Quốc 2014
- Vụ Nhã Thuyên, liên quan đến việc bà Đỗ Thị Thoan, giảng viên Đại học Sư phạm Hà Nội, bị tước bằng thạc sĩ

## Mất
Xem: Mất 2014

## Thể thao
- Giải bóng đá vô địch quốc gia 2014